# Village du bonsaï d'Ōmiya
Le village du bonsaï d'Ōmiya (大宮盆栽村, Ōmiya bonsai-mura) est un quartier de l'arrondissement Kita, situé dans la ville de Saitama, capitale de la préfecture de Saitama, au Japon. Fondé en 1925, il rassemble plusieurs pépinières spécialisées dans la culture du bonsaï.

## Situation
Le village du bonsaï d'Ōmiya est situé dans l'arrondissement Kita de la ville de Saitama, capitale de la préfecture de Saitama, au Japon. Il s'étend au nord du sanctuaire Hikawa, à quelques centaines de mètres de la station Ōmiya-kōen de la ligne Tōbu Urban Park, et constitue une partie du « quartier Bonsai »,.

## Histoire
Durant l'époque d'Edo (1603-1868), à Edo, fief de la dynastie Tokugawa et centre du pouvoir politique d'un Japon unifié, des jardiniers sont attachés à l'entretien des jardins des résidences des seigneurs féodaux. À l'ère Meiji (1868-1912), certains d'entre eux, regroupés à Sendagi,,, une section du Centre de Tokyo, se spécialisent dans la culture du bonsaï. Après le séisme du Kantō de 1923, qui a ravagé la plaine du Kantō, dans l'Est de l'île de Honshū, des artisans cultivateurs de bonsaï envisagent de quitter Tokyo. En 1925, dans le bourg d'Ōmiya, non loin du sanctuaire Hikawa, ils fondent un regroupement de pépinières. Dans cette municipalité située au nord-ouest de la capitale japonaise, ils trouvent des terres disponibles et dont la qualité est favorable à la culture du bonsaï,. En 1930, le village du bonsaï d'Ōmiya abrite une communauté autonome de pépiniéristes œuvrant au développement d'une trentaine de jardins dans lesquels est préservé l'art de faire pousser des bonsaï,,. Durant la Seconde Guerre mondiale, le peuple japonais tout entier est mobilisé pour soutenir l'effort de guerre. Dans le Japon impérial, dirigé par un gouvernement militariste, la culture de plantes ornementales telles que le bonsaï, considéré comme un luxe réservé à la classe bourgeoise, devient un acte anti-patriotique,. Une taxe sur les produits de luxe est appliquée aux bonsaï. L'artisanat horticole, spécialisé dans la production d'arbres nains, décline. Les maîtres de l'art du bonsaï sont enrôlés dans les rangs de l'Armée impériale japonaise ou sont contraints à une reconversion dans la culture du riz,. À l'issue du conflit mondial, à Ōmiya, une dizaine de pépinières sont malgré tout encore actives. Au cours de la période d'occupation du Japon (1945 - 1952), organisée par l'administration militaire américaine, la culture du bonsaï est diffusée aux États-Unis par des soldats de retour au pays,.
À l'occasion de l'exposition universelle d'Osaka, en 1970, des pépiniéristes d'Ōmiya font découvrir leur village au monde entier, exposant leurs œuvres et effectuant des démonstrations de culture du bonsaï. En 1989, la Convention mondiale du bonsaï est inaugurée à Ōmiya. L'événement horticole international attire, pour sa première édition, un millier de visiteurs venus de 32 pays différents. Au début du XXIe siècle, dans le village du bonsaï d'Ōmiya, la production arboricole d'arbres d'ornement miniatures est assurée par moins d'une dizaine de pépinières,.

## Musée d'art du bonsaï d'Ōmiya
Ouvert, depuis fin mars 2010, dans le village du bonsaï d'Ōmiya, le musée d'art du bonsaï d'Ōmiya est la première institution publique japonaise consacrée à l'art du bonsaï,. Entièrement consacré au bonsaï, il dispose d'une salle d'expositions, présentant divers aspects de la culture du bonsaï, et d'un jardin dans lequel différents styles de bonsaï sont exposés,.